# Henner Hebestreit
Henner Hebestreit (* 27. November 1966 in Hamburg) ist ein deutscher Journalist und Fernsehmoderator.

## Leben und Werdegang
Nach dem Abitur 1986 am Adolf-Reichwein-Gymnasium in Heusenstamm und dem Zivildienst bei der Evangelisch-Lutherischen Heilandsgemeinde in Frankfurt am Main bis 1988 studierte Hebestreit von 1988 bis 1994 Politologie, Geschichte und Geografie an der Johann-Wolfgang-Goethe-Universität in Frankfurt.
Von 1987 bis 1992 war er als freier Journalist tätig, unter anderem bei der Offenbach-Post, der Frankfurter Neuen Presse, bei Reuters TV und dem ZDF-EURO-Magazin. Seit 1994 arbeitet er beim ZDF. Er war unter anderem Redakteur der ZDF-3sat-Redaktion Tagesgespräch, Redakteur und Reporter beim heute-journal sowie Redakteur und Nachrichten-Moderator der heute-Nachrichten. Von 2004 bis Anfang 2012 präsentierte er im Wechsel mit Hauptmoderatorin Babette von Kienlin die Boulevardsendung drehscheibe Deutschland.
Seit Januar 2012 arbeitete er als Korrespondent für das ZDF im Kieler Studio, das für die Berichterstattung aus den skandinavischen Ländern verantwortlich ist; außerdem ist er für verschiedene Sendungen wie auch die drehscheibe als Reporter tätig. Im Juli 2023 übernahm er die Leitung des ZDF-Studios in Kiel.
Seit 2001 unterrichtet Hebestreit als Lehrbeauftragter für Medienkommunikation an der Universität Trier.
Sein Bruder Steffen Hebestreit war im Kabinett Scholz von 2021 bis 2025 Regierungssprecher der deutschen Bundesregierung und Leiter des Presse- und Informationsamtes der Bundesregierung.